# Lori Williams (cestista)
Lorraine Marie Williams, coniugata Wright, detta Lori (Oskaloosa, aprile 1942 – 17 agosto 2022), è stata una cestista statunitense.

## Carriera
Vinse la medaglia d'oro con gli Stati Uniti ai Giochi panamericani di San Paolo 1963.